# Università Icesi
L'Università Icesi è un'università privata colombiana. Il campus principale è ubicato a Cali, è costituito di 98.035 metri quadrati e da 13 edifici, in sei dei quali si trovano aule attrezzate con strumenti di ultima tecnologia, pensati per lo sviluppo delle attività accademiche e la ricerca. L'edificio "L" è pensato per lo studio della medicina, della chimica, della biologia e della chimica farmaceutica.
Fondata nel 1979 da un gruppo di imprenditori vallecaucani offre un programma undergraduate, specializzazioni e masters. Conta circa 4854 studenti. L'offerta formativa comprende le seguenti aree: management ed economia, scienze umane, ingegneria e recentemente anche scienze naturali e medicina.
L'università è la prima del sud-occidente colombiano ad aver ricevuto un'onorificenza dal ministero dell'Educazione Nazionale del 2008.

## Facoltà

### Scienze amministrative ed economiche
- Contabilità e Finanza
- Economia
- Gestione delle Aziende
- Marcato e relazioni internazionali

### Ingegneria
- Scienze Fisiche e Tecnologia
- Ingegneria Industriale
- Matematica e Statistica
- Tecnologie dell'Informazione e Comunicazione

### Diritto e Scienze Sociali
- Studi Sociali
- Studi Politici
- Studi Giuridici
- Studi Psicologici e Umani

### Scienze Naturali
- Biologia
- Chimica
- Chimica Farmaceutica

### Scienze della Salute
- Medicina